# Tổng Công ty Viglacera
Tổng Công ty Viglacera - Công ty Cổ phần (tên tiếng Anh là Viglacera Corporation; tên gọi tắt là Viglacera; mã chứng khoán HOSE: VGC) là công ty thành viên của Công ty cổ phần Tập đoàn Gelex, hoạt động trong lĩnh vực vật liệu xây dựng, thành lập vào ngày 25 tháng 7 năm 1974.

## Lịch sử
- Tổng Công ty Viglacera được thành lập vào ngày 25 tháng 7 năm 1974, tiền thân là Công ty Gạch ngói sành sứ Xây dựng được sáp nhập từ 18 nhà máy, xí nghiệp sản xuất gạch ngói đất sét nung, công nghệ lạc hậu, thiết bị chắp vá.[2]
- Từ những năm 90, Viglacera là đơn vị đầu tiên thay đổi tận gốc nghề làm gạch ngói của Việt Nam với công nghệ lò nung tuynel; Viglacera tiên phong đưa công nghệ mới hiện đại vào sản xuất như kính xây dựng năm 1990, sứ vệ sinh và gạch ốp lát ceramic năm 1994, gạch ốp lát granite năm 1996, Liên doanh với doanh nghiệp Nhật Bản sản xuất kính nổi năm 1994 và tự đầu tư Nhà máy kính nổi tại Bình Dương năm 2000, gạch cotto năm 2002.[2]
- Viglacera là đơn vị đi đầu trong đầu tư và ứng dụng những công nghệ mới nhất vào sản xuất như công nghệ phủ men nano sứ vệ sinh 2009, sản phẩm thân thiện môi trường bê tông chưng áp năm 2010.[2]
- Năm 1998, công ty bắt đầu đầu tư và kinh doanh bất động sản, mở đầu là dự án Khu công nghiệp Tiên Sơn - Bắc Ninh, sau đó là đầu tư nhà ở và khu đô thị.[2]
- Ngày 25 tháng 4 năm 2014, nhân kỷ niệm 40 năm thành lập, Viglacera chuyển đổi mô hình từ Công ty Trách nhiệm Hữu hạn sang Công ty Cổ phần.[2]
- Kể từ đó đến nay, VIGLACERA chính thức phát triển song song hai lĩnh vực vật liệu xây dựng và bất động sản.[2]

## Hoạt động kinh doanh
- Sản xuất vật liệu xây dựng
- Bất động sản

## Ban lãnh đạo
Chủ tịch HĐQT: Nguyễn Văn Tuấn
Tổng Giám đốc: Nguyễn Anh Tuấn
Phó Tổng Giám đốc: Trần Ngọc Anh
Phó Tổng Giám đốc: Hoàng Kim Bồng
Phó Tổng Giám đốc: Nguyễn Minh Khoa
Phó Tổng Giám đốc: Quách Hữu Thuận
Phó Tổng Giám đốc: Nguyễn Anh Tuấn 
Phó Tổng Giám đốc: Lương Thanh Tùng

## Giải thưởng
- Thương hiệu Quốc gia Việt Nam (2012, 2014, 2016, 2018, 2020)[3]
- Giải Vàng Chất lượng Quốc gia (2018, 2019-2020)[4][5]
- Top 50 công ty niêm yết tốt nhất sàn chứng khoán (Forbes)[6]
- Top 10 Công ty bất động sản uy tín năm 2021[6]
- Top 5 Công ty uy tín ngành Xây dựng năm 2021 (VNR500)[6]
- Top 50 Thương hiệu Giá trị nhất Việt Nam 2021[6]

## Danh hiệu
- Huân chương Độc lập hạng Nhất (2009, 2014)[7]
- Huân chương Lao động hạng Nhất (2019)[8]